# میشل لبر
میشل لبر (به فرانسوی: Michèle Lesbre) نویسنده قرن بیستم میلادی اهل فرانسه است.